# بدناره (استان لهستان بزرگ‌تر)
بدناره (به لهستانی:  Bednary) یک روستا در لهستان است که در گمینا پوبیجسکا واقع شده‌است. بدناره ۷۰ نفر جمعیت دارد.